# Expocoruña
El Recinte Firal Expocoruña és la institució firal de La Corunya, que organitza fires relacionades amb els diferents sectors econòmics. Es troba a Someso.

## Història
El projecte del recinte firal va començar l'any 2003. No obstant això, va patir retards i increments de costos que van elevar el pressupost fins als 37 milions d'euros, un 75% més del pressupostat. L'edifici, dissenyat per Luis Collarte, es va inaugurar el 19 de febrer de 2008.

## Recinte

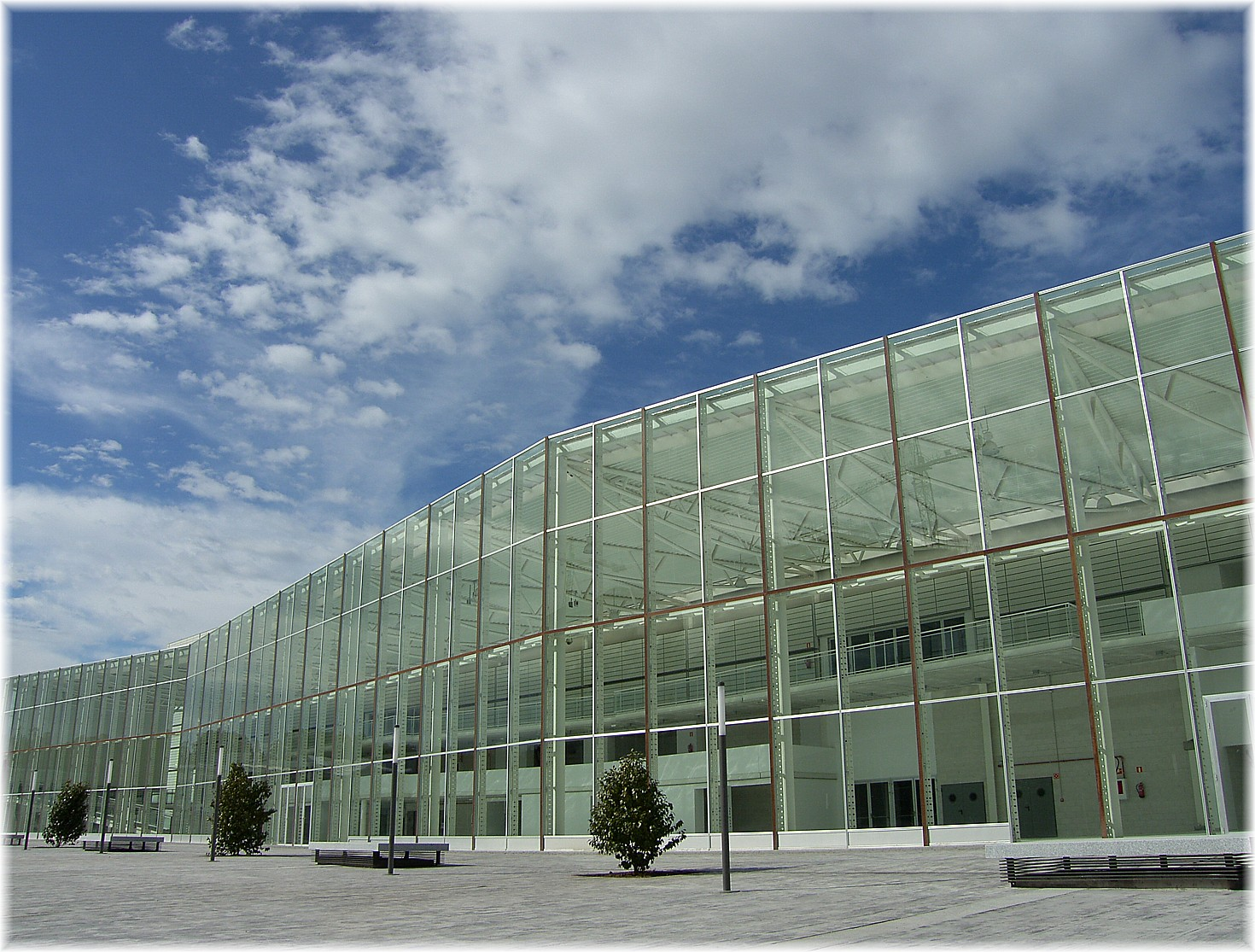

Té 19.000 m² coberts i 8000 a l'aire lliure. També disposa de sales polivalents, aules i despatxos, així com d'aparcament.

## Fires i altres activitats
Alguns dels esdeveniments organitzats a Expocoruña són Expotaku, la Fira dels Autònoms de Galícia o el Saló del Vehicle d'Ocasió.
Les instal·lacions també acullen espectacles musicals com el Sónar 2010, presentacions, congressos i mítings polítics. Entre el 16 d'octubre i el 13 de novembre de 2012 va tenir lloc al recinte el judici pel desastre del Prestige.
L'abril de 2020 es va obrir un hospital de campanya a la zona per ser utilitzat durant la pandèmia de coronavirus.